# Sojuz 2a
Sojuz 2a (ros. Союз 2a) – anulowany załogowy lot programu Sojuz. Start był zaplanowany na 24 kwietnia 1967 r. Podczas lotu miało dojść do połączenia ze statkiem Sojuz 1, jednak po wykryciu awarii Sojuza 1 start Sojuza 2a anulowano.

## Załoga

### Podstawowa
- Walerij Bykowski (2) - dowódca
- Aleksiej Jelisiejew (1) - inżynier pokładowy
- Jewgienij Chrunow (1) - inżynier pokładowy

### Rezerwowa
- Andrijan Nikołajew (2) - dowódca
- Aleksiej Leonow (2) - inżynier pokładowy
- Wiktor Gorbatko (1) - inżynier pokładowy

## Misja
Wiosną 1967 roku nadszedł czas ważnej, pierwszej próby statku Sojuz. 22 kwietnia 1967 radziecki wydział propagandowy czuł się tak pewnie, że pozwolił na przecieki do agencji prasowej UPI. Podczas najbliższego lotu zostanie przeprowadzony najbardziej efektowny manewr w historii radzieckiego programu kosmicznego – połączenie dwóch statków w locie i wymiana załóg. Dzień po starcie Sojuz 1 przewidywano start kolejnego Sojuza z trzema kosmonautami na pokładzie. Oba statki miały się połączyć. Dwóch kosmonautów z Sojuza (Chrunow i Jelisiejew) miało w trakcie lotu przejść do Sojuza 1 i wylądować razem z Komarowem. Trzeci kosmonauta miał sam powrócić na Ziemię. Byłoby to kolejne osiągnięcie z cyklu po raz pierwszy. Przedni moduł Sojuza był wyposażony w szczelne włazy z obu stron, dzięki czemu można go było wykorzystać w charakterze śluzy. Jednak przejście wiązało się z odbyciem spaceru kosmicznego. W związku z problemami jakie nastąpiły w trakcie lotu Sojuza 1, start kolejnego statku został odwołany.